# Brooke Valentine
Brooke Valentine, właśc. Kanesha Nichole Brooks (ur. 5 października 1984 w Houston) – amerykańska piosenkarka R&B, a także autorka tekstów.

## Życiorys
Zaczynała karierę jako członkini girlsbandu Best Kept Secret. Aby rozpocząć karierę solową, wyjechała do Los Angeles i podpisała kontrakt z Subliminal Entertainment/Virgin Records.
Jej debiutancki album, Chain Letter, ukazał się w marcu 2005 i w samych Stanach Zjednoczonych sprzedał się w 340 tysiącach egzemplarzy. Drugi album, promowany przez singel "Dope Girl" i zatytułowany Physical Education, wydany 23 stycznia 2007.

## Dyskografia

### Albumy
| Rok  | Tytuł              | Pozycja na listach         | Pozycja na listach         |
| Rok  | Tytuł              | US 200                     | US R&B/Hip-Hop             |
| ---- | ------------------ | -------------------------- | -------------------------- |
| 2005 | Chain Letter       | 16                         | 3                          |
| 2007 | Physical Education | Data wydania: styczeń 2007 | Data wydania: styczeń 2007 |

### Single
| Rok           | Tytuł                                           | Pozycja na listach | Pozycja na listach | Pozycja na listach | Pozycja na listach | Album                  |
| Rok           | Tytuł                                           | US 100             | US Main            | R&B/Hip-Hop        | US Rhythmic        | Album                  |
| ------------- | ----------------------------------------------- | ------------------ | ------------------ | ------------------ | ------------------ | ---------------------- |
| Luty 2005     | "Girlfight"                                     | 23                 | 30                 | 13                 | 7                  | Chain Letter           |
| Kwiecień 2005 | "Long As You Come Home"                         | -                  | -                  | -                  | 71                 | Chain Letter           |
| Listopad 2005 | "Boogie Oogie Oogie" (feat. Yo-Yo and Fabolous) | -                  | -                  | -                  | -                  | Roll Bounce soundtrack |
| Czerwiec 2006 | "D-Girl" (feat. Pimp C)                         | -                  | -                  | -                  | 92                 | Physical Education     |
| Grudzień 2006 | "Pimped Out" (feat. Dem Franchize Boyz)         | -                  | -                  | -                  | -                  | Physical Education     |